# Palmer (Massachusetts)
Palmer es una ciudad ubicada en el condado de Hampden en el estado estadounidense de Massachusetts. En el censo de 2010 tenía una población de 12.140 habitantes y una densidad poblacional de 146,61 personas por km².

## Geografía
Palmer se encuentra ubicada en las coordenadas 42°11′16″N 72°18′31″O / 42.18778, -72.30861. Según la Oficina del Censo de los Estados Unidos, Palmer tiene una superficie total de 82,81 km², de la cual 81,79 km² corresponden a tierra firme y (1,23%) 1,02 km² es agua.

## Demografía
Según el censo de 2010, había 12.140 personas residiendo en Palmer. La densidad de población era de 146,61 hab./km². De los 12.140 habitantes, Palmer estaba compuesto por el 95,54% blancos, el 1,13% eran afroamericanos, el 0,2% eran amerindios, el 0,88% eran asiáticos, el 0% eran isleños del Pacífico, el 0,58% eran de otras razas y el 1,66% pertenecían a dos o más razas. Del total de la población el 2,4% eran hispanos o latinos de cualquier raza.